# Tófű
Tófű ist eine ungarische Gemeinde im Kreis Komló im Komitat Baranya.

## Geografische Lage
Tófű liegt 28 Kilometer nordöstlich des Komitatssitzes Pécs und 15 Kilometer nordöstlich der Kreisstadt Komló. Nachbargemeinden sind Hegyhátmaróc, Egyházaskozár, Györe und Szászvár.

## Geschichte
Im Jahr 1913 gab es in der damaligen Kleingemeinde 58 Häuser und 295 Einwohner auf einer Fläche von 753  Katastraljochen. Sie gehörte zu dieser Zeit zum Bezirk Hegyhát im Komitat Baranya.

## Sehenswürdigkeiten
- Evangelische Kirche, erbaut um 1900

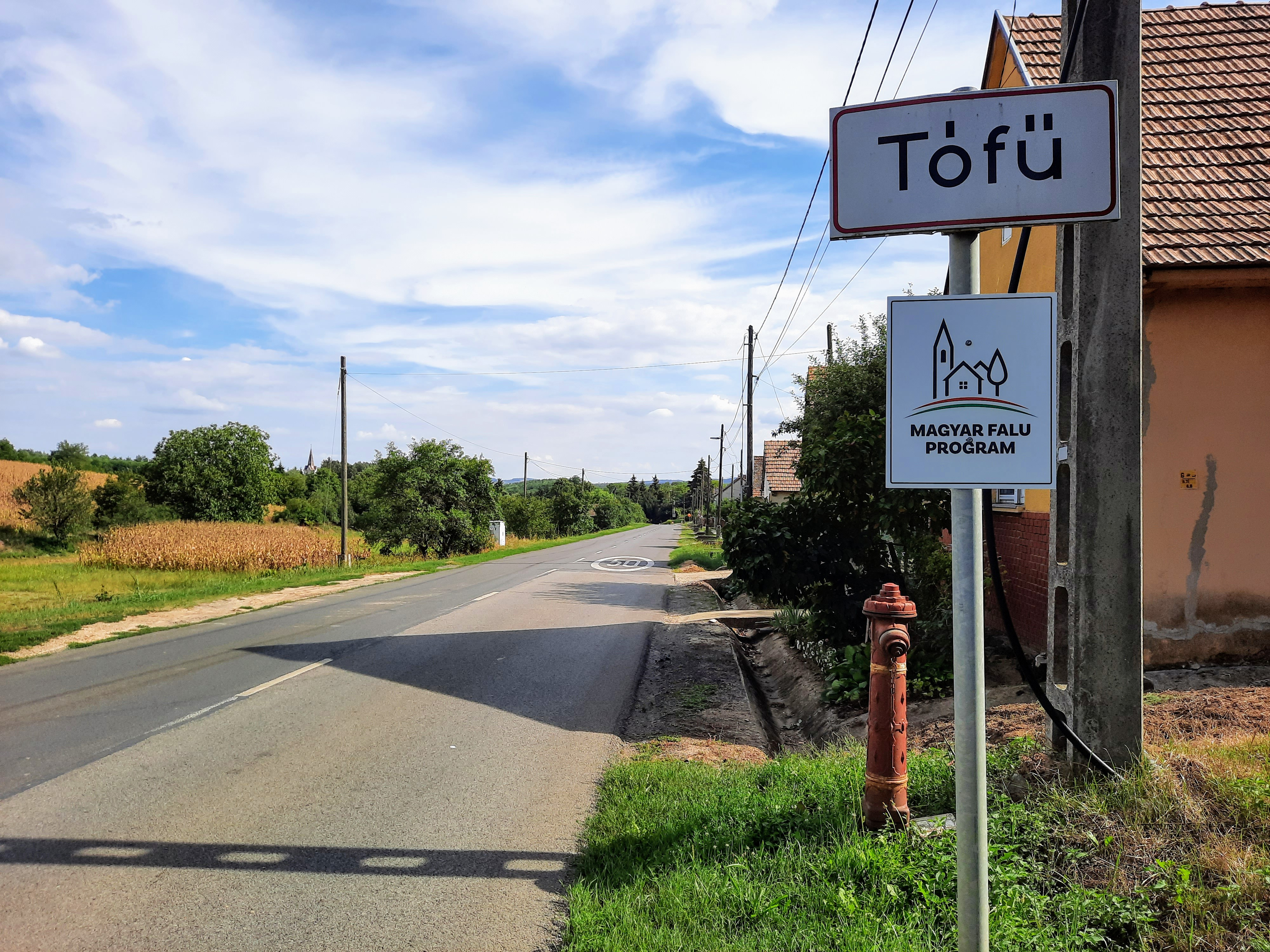
Ortseingang
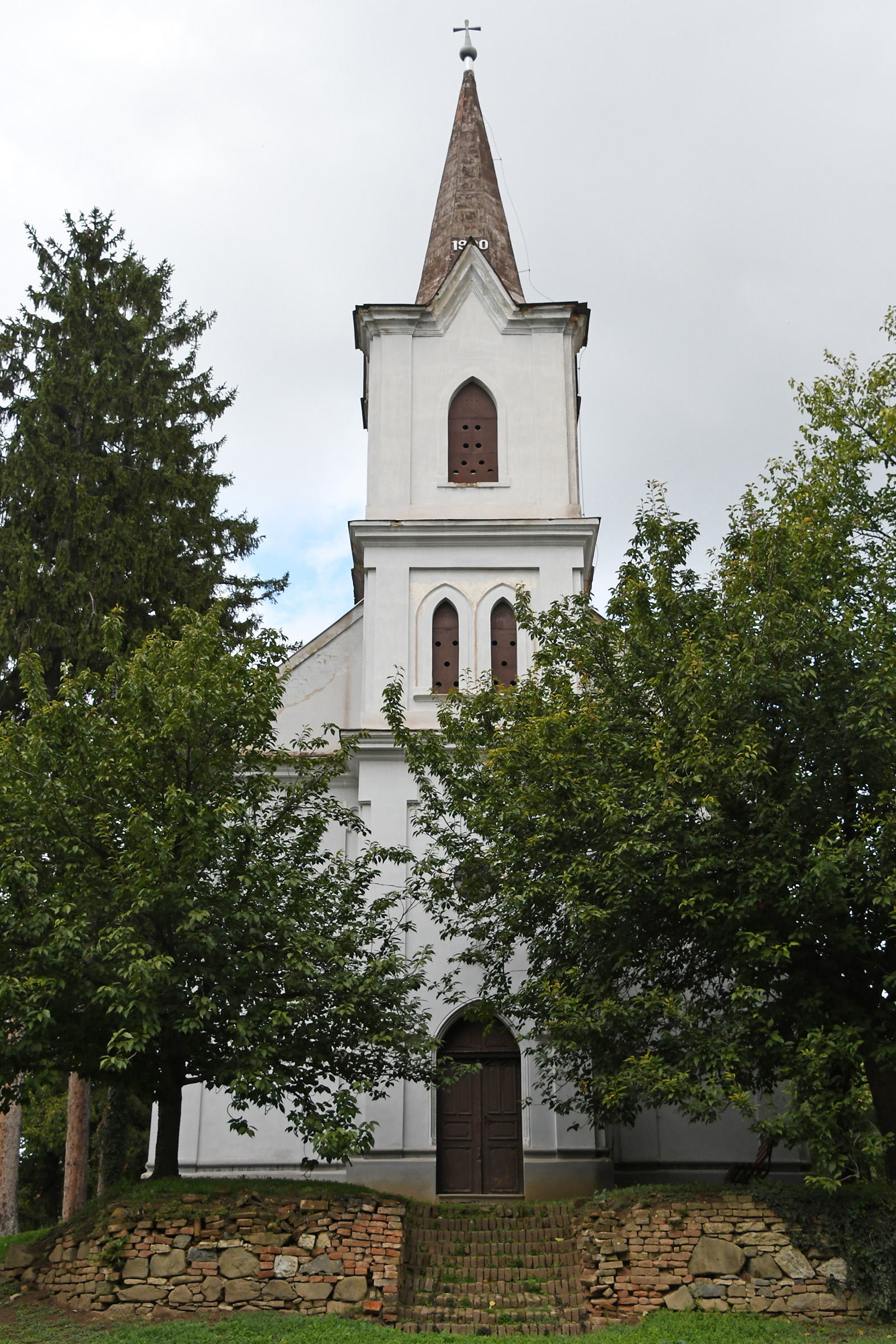
Evangelische Kirche
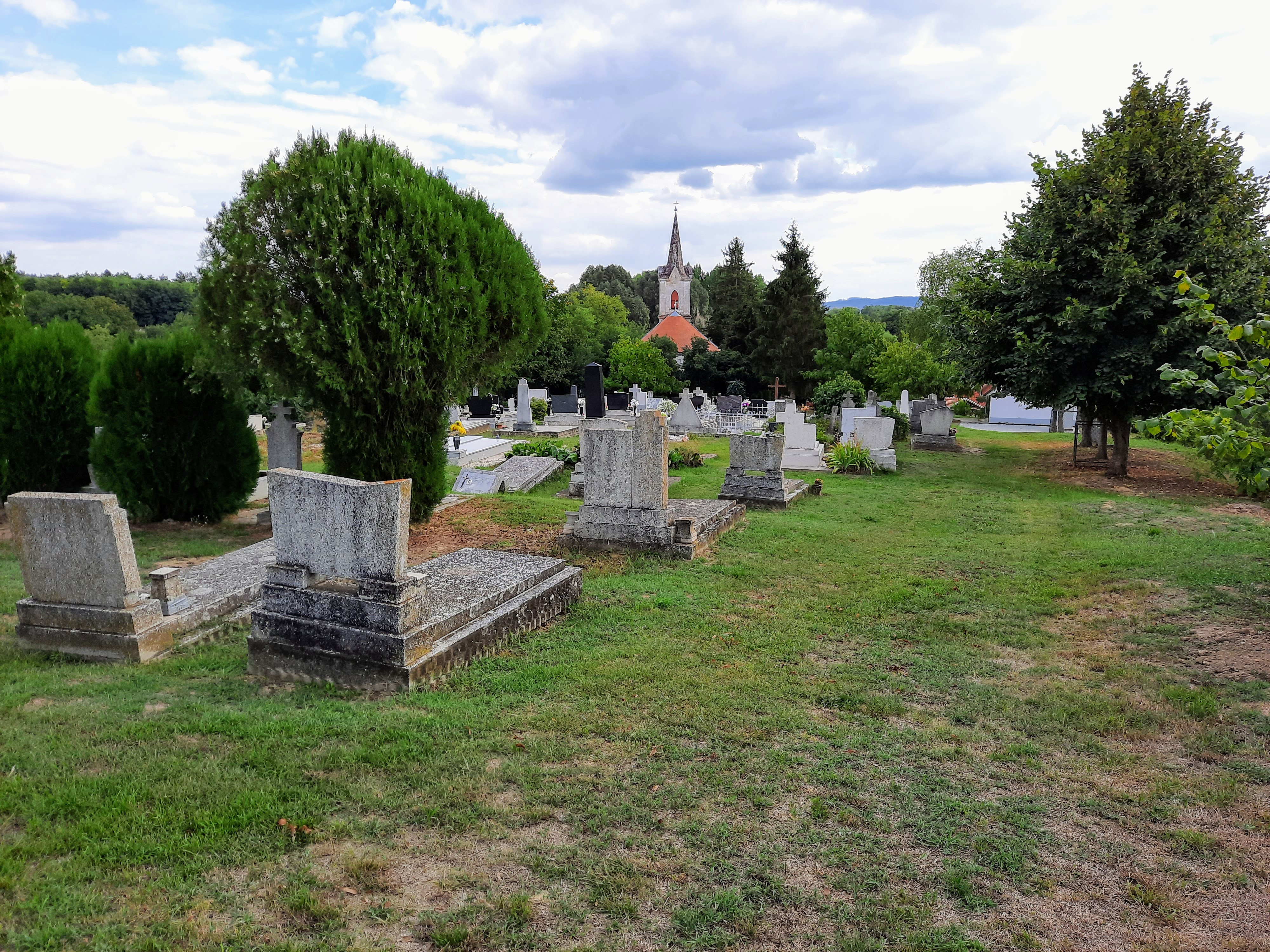
Friedhof mit Blick auf die Kirche

## Verkehr
Durch Tófű verläuft die Landstraße Nr. 6534. Es bestehen Busverbindungen über Egyházaskozár und Mágocs nach Dombóvár sowie nach Szászvár, wo sich der nächstgelegene Bahnhof befindet.